# Henri-Gustave Joly de Lotbinière

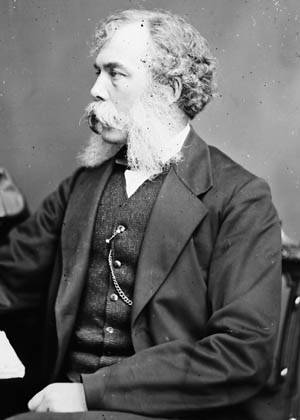
Henri-Gustave Joly de Lotbinière (1870)

Sir Henri-Gustave Joly de Lotbinière KCMG, PC (* 5. Dezember 1829 in Épernay (Frankreich); † 16. November 1908 in Québec) war ein kanadischer Politiker. Er war der vierte Premierminister der Provinz Québec und der erste Protestant in diesem Amt. Lotbinière regierte vom 8. März 1878 bis zum 31. Oktober 1879 und hatte während dieser Zeit den Vorsitz der Parti libéral du Québec inne. Von 1867 bis 1874 sowie von 1896 bis 1900 war er liberaler Abgeordneter im kanadischen Unterhaus. Schließlich amtierte er von 1900 bis 1906 als Vizegouverneur der Provinz British Columbia.

## Biografie

### Familiärer Hintergrund
Der väterliche Zweig seiner Eltern (Joly war der Nachname des Vaters, de Lotbinière derjenige seiner Mutter) stammt ursprünglich aus der Schweiz und zog zu Beginn des 19. Jahrhunderts nach Frankreich. Sein Vater, ein reicher Weinhändler, traf schließlich auf einer seiner vielen Reisen seine spätere Frau (Eigentümerin eines Weinguts) in Montreal und ließ sich auf deren Gut nieder. Die vielfältigen Interessen des Vaters, die sich auch auf die Fotografie bezogen, brachten ihn in Paris mit dem Fotografiepionier Louis Daguerre in Kontakt, von dem er eine der ersten Kameras erwarb und von ihm persönlich in deren Gebrauch unterwiesen wurde.
1829 wurde Henri-Gustave als ältester Sohn geboren, den Nachnamen seiner Mutter fügte er erst im Jahr 1888 dem seines Vaters an. Ursprünglich den Hugenotten zugehörig, konvertierten die Eltern zur anglikanischen Konfession, die somit auf ihren Sohn übertragen wurde.

### Werdegang
Joly de Lotbinière verbrachte die Jahre 1836 bis 1849 in Paris, um dort seine Schulbildung zu erhalten und ein Jurastudium zu absolvieren. Während dieser Zeit stand er unter der strengen Aufsicht seiner Großmutter väterlicherseits und einer Tante. Nach seiner Rückkehr erhielt er im Jahr 1855 die Zulassung als Rechtsanwalt. Ein Jahr später heiratete er Margaretta Josepha Gowen, mit der er sechs Kinder haben sollte. Der Vater band ihn in die Führung des Gutes ein; dieser verließ jedoch, nachdem sein Sohn 1860 offiziell des Gut beerbte, aufgrund der Entfremdung von seiner Frau wieder Kanada und siedelte nach Paris über, wo er 1865 starb.
Den politischen Einstand hatte Joly de Lotbinière 1861 mit dem Einzug in das Unterhaus der Provinz Kanada für seinen Heimatwahlkreis Lotbinière. Er nahm an den Aktionen gegen die Gründung einer kanadischen Konföderation teil und hielt 1865 dazu eine längere Rede, die von der Zeitung Le Pays veröffentlicht wurde. Joly de Lotbinière hielt die Föderationspläne für gänzlich überflüssig, da er durch den Zusammenschluss eine aufkommende Rivalität zwischen den Provinzen befürchtete, die sonst gewohnt waren, ihre Angelegenheiten lokal zu regeln, und argwöhnte, dass der neue Zentralismus eine Unterrepräsentierung der Frankokanadier auf parlamentarischer Bundesebene bewirken würde. Im Übrigen wäre es auch im Status quo möglich, Gefahren von außen durch ein Verteidigungsbündnis von Ober- und Niederkanada zu begegnen. Schließlich war er dennoch bereit, sich auf die neuen Entwicklungen einzustellen, die zur Gründung des kanadischen Bundesstaates im Jahr 1867 führten.
Bei der Wahl jenes Jahres erhielt Joly de Lotbinière ein Doppelmandat sowohl für die Nationalversammlung von Québec als auch für das Unterhaus in Ottawa. In ersterer war er bis 1885 vertreten, im zweiten musste er sein Mandat 1874 niederlegen, da solche Doppelmandate im selben Jahr abgeschafft wurden und er sich somit für eine Parlamentszugehörigkeit entscheiden musste. Zur Anfangszeit der Provinz Québec gab es noch nicht die Ausformung einer einzelnen Liberalen Partei. Die Rouges, ursprünglich radikale Föderationsgegner, bildeten eine Fraktion und wählten Joly de Lotbinière zu ihrem Fraktionsvorsitzenden. Zum Zeitpunkt seiner Regierungsaufnahme im Jahr 1878 sollte sich die Parti libéral du Québec schließlich endgültig ausgeformt haben.
Als Oppositionsführer beschäftigte sich Joly de Lotbinière fast ausschließlich mit ökonomischen Themen, besonders in Bezug auf die Modernisierung der Landwirtschaft, Fragen der Forstwirtschaft und, ein ständig aktuelles Thema der ersten Jahrzehnte, dem Ausbau des Eisenbahnnetzes. Letzteres führte zu einem Konflikt zwischen dem Vizegouverneur Luc Letellier de Saint-Just und dem konservativen Premierminister Charles-Eugène Boucher de Boucherville über die finanzielle Beteiligung anliegender Gemeinden, worauf Saint-Just den Premier absetzte und Joly de Lotbinière am 8. März 1878 mit der Bildung einer neuen Regierung beauftragte. Die folgende Neuwahl brachte ein äußerst knappes Ergebnis: Die Liberalen erlangten 32, die Konservativen 33 Sitze, wobei einer dieser (ihm wurde angeboten, Sprecher des Unterhauses zu werden) zu Joly de Lotbinière neigte, sowie zwei Sitze für unabhängige Konservative.
Die Regierungsarbeit gestaltete sich entsprechend schwierig, da die Abwesenheit oder gar der Übertritt eines Mitglieds zu den Konservativen das Ende der Regierung bedeuten konnte. Die Abwahl der Liberalen bei der Unterhauswahl 1878 erschwerte die Lage zusätzlich. Die Konservativen wollten nun durch einen Antrag auf Bundesebene die Ablösung Saint-Justs erreichen, trotz des persönlichen Einsatzes von Joly de Lotbinière in London konnte er diese nicht mehr verhindern. Théodore Robitaille, ein ehemaliges konservatives Mitglied des Bundesparlaments, wurde zum Nachfolger bestimmt. Die Provinzregierung versuchte, den Staatshaushalt durch Ausgabenkürzungen zu konsolidieren und schlug im August 1879 sogar vor, den Legislativrat abzuschaffen, wozu dieser seine Zustimmung verweigerte. im Oktober desselben Jahres traten schließlich fünf liberale Abgeordnete zu den Konservativen über, wodurch die Regierung in eine unhaltbare Lage geriet. Da seiner Bitte nach einer Regierungsauflösung nicht entsprochen wurde, trat Joly de Lotbinière schließlich am 31. Oktober 1879 zurück. Sein Nachfolger wurde Joseph-Adolphe Chapleau.
Seine Abneigung dem damaligen moralischen Stand der Politik gegenüber, die Wahlniederlage der Liberalen von 1881 und der Wunsch der Liberalen nach einem eiserneren Führer bewogen Joly de Lotbinière dazu, die Führung der Partei an Honoré Mercier abzugeben. Nach seinem Ausscheiden aus dem Parlament widmete er sich wieder seinem Gut und der Forstwirtschaft. Er verfolgte auf privater Ebene weiterhin kritisch das politische Geschehen und betrachtete die gewachsene Rolle der Kirchen in der Gesellschaft mit großer Sorge. Im Sommer 1891 war er jedoch wieder dazu bereit, im Kabinett Mercier den Posten des Landwirtschafts- und Kolonisierungsministers anzunehmen, was aber durch den Chaleur-Bucht-Skandal vereitelt wurde.
Das 1894 erfolgte Angebot, wieder die Parteiführung zu übernehmen, schlug er aus. Dennoch erfolgte mit der Kandidatur zur Unterhauswahl 1896 für den Wahlkreis Portneuf die Rückkehr in die aktive Politik. Er wurde Mitglied im Kabinett von Wilfrid Laurier, wo er zunächst Revisor und anschließend im Juni 1897 Minister für Inlandsteuern wurde. Nachdem bereits einige Jahre das Gerücht umgegangen war, dass er zum Vizegouverneur einer Provinz berufen werde (was er von sich wies), ließ er sich dann doch am 22. Juni 1900 für diese Position ernennen, und zwar für die Provinz British Columbia.
Die politische Instabilität British Columbias (es gab dort eher lose Gruppierungen als echte Parteien) erforderte eine starke Rolle des dortigen Vizegouverneurs. In seinen sechs Jahren dort verweigerte Joly de Lotbinière dem Premier James Dunsmuir im Oktober 1901 den Rücktritt, um eine Neuwahl abzuwenden, entließ 1903 das Kabinett von Edward Gawler Prior nach einem Skandal, in dem mehrere Minister verwickelt waren, und bestimmte Richard McBride zu dessen Nachfolger. Nach dem Ende seiner Amtszeit kehrte Joly de Lotbinière nach Québec zurück. Sein Gesundheitszustand hatte sich bereits zu verschlechtern begonnen, er starb schließlich 79-jährig im Jahr 1908 auf seinem Gut.